# Leschenaultia bigoti
Leschenaultia bigoti là một loài ruồi trong họ Tachinidae.